# Німецько-американський союз
Німецько-американський союз (англ. German American Bund; нім. Amerikadeutscher Bund; Amerikadeutscher Volksbund, AV) — американська нацистська організація, заснована у 1936 році американцем німецького походження Фріцем Юліусом Куном. Виступала за налагодження дружніх відносин із Третім Рейхом та проти вступу США у Другу світову війну.
Виникла на початку 1930-х років, у результаті злиття НСРПН та «Вільного товариства Тевтонії». До 1936 року організація мала назву «Друзі нової Німеччини». 
У 1936 році лідер організації Фріц Кун відвідав Літні Олімпійські ігри в Берліні, де особисто зустрічався з Адольфом Гітлером. Сам Гітлер був проти агресивної діяльності союзу, щоб не викликати негативну реакцію в американському суспільстві.
20 лютого 1939 року на мітингу в Медісон-сквер-гарден у Нью-Йорку Фріц Кун піддав критиці політику Франкліна Рузвельта, зокрема його «новий курс», який він назвав «єврейським», а самого Рузвельта — Розенфельдом. 
Союз активно співпрацював із Всеросійською фашистською організацією Анастасія Вонсяцького.
Під час війни, члени організації виступали проти мобілізації, за що були інтерновані, а її лідери, разом із Восняцьким заарештовані. Втративши підтримку суспільства, організація поступово розпалась.
Гангстер єврейського походження Меєр Ланськи заявляв, що у 1930-х роках він брав участь у бійці із членами союзу.

Сцена була прикрашена свастикою і портретом Адольфа Гітлера. Промовці почали просторікувати. Нас було всього п'ятнадцять чоловік, але ми перейшли до рішучих дій і повикидали декого з вікон. Більша частина нацистів злякалася і розбіглася, але ми кинулися в погоню і побили їх. Ми хотіли показати, що євреї ніколи не будуть сидіти і терпіти образи.
Оригінальний текст (англ.)
The stage was decorated with a swastika and a picture of Adolf Hitler. The speakers started ranting. There were only fifteen of us, but we went into action. We threw some of them out the windows. Most of the Nazis panicked and ran out. We chased them and beat them up. We wanted to show them that Jews would not always sit back and accept insults.

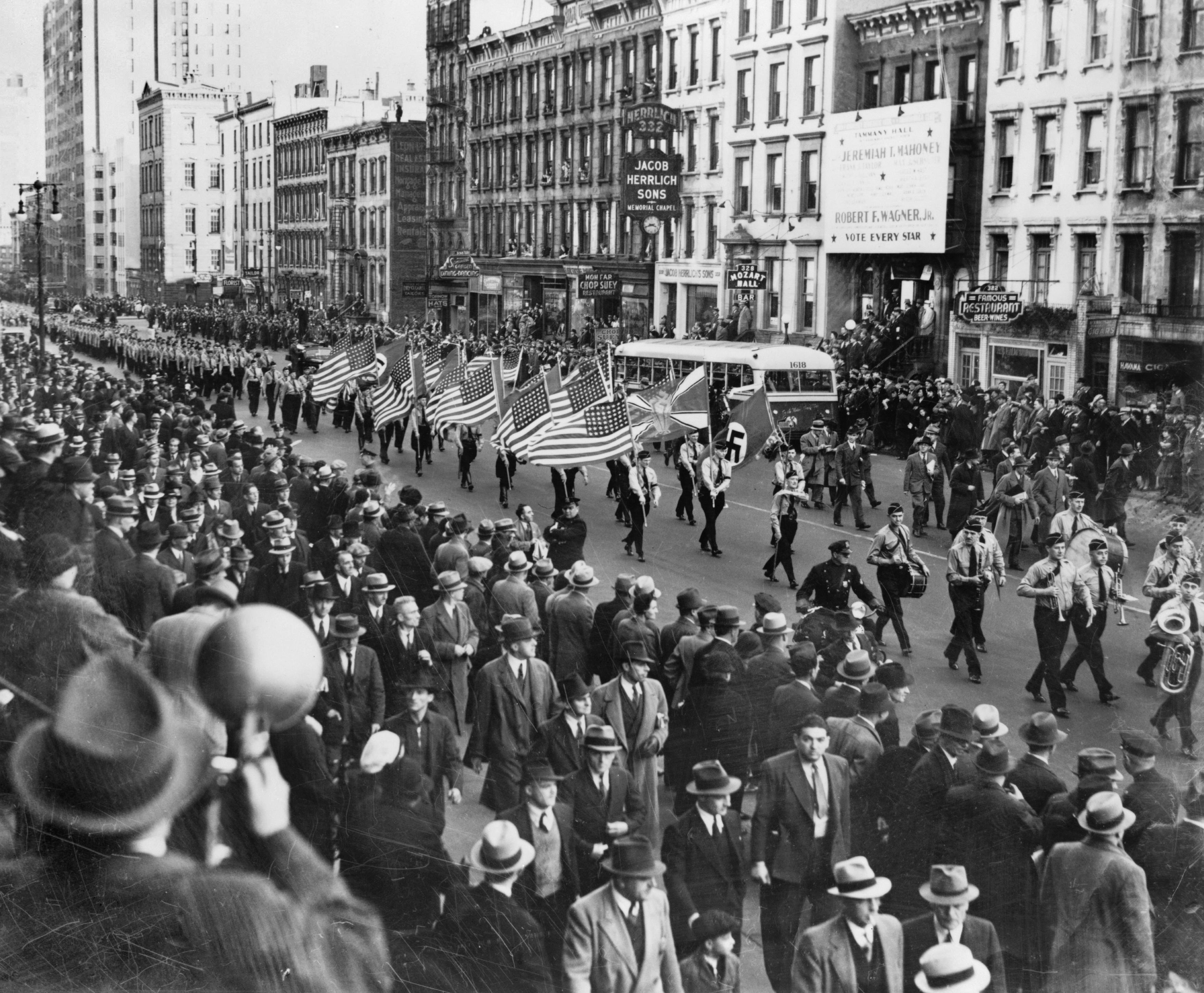
Парад Німецько-американського союзу в Нью-Йорку, 30 жовтня 1939 р.
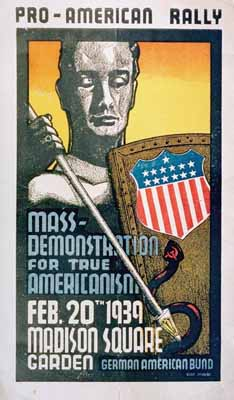
Пропагандистський плакат
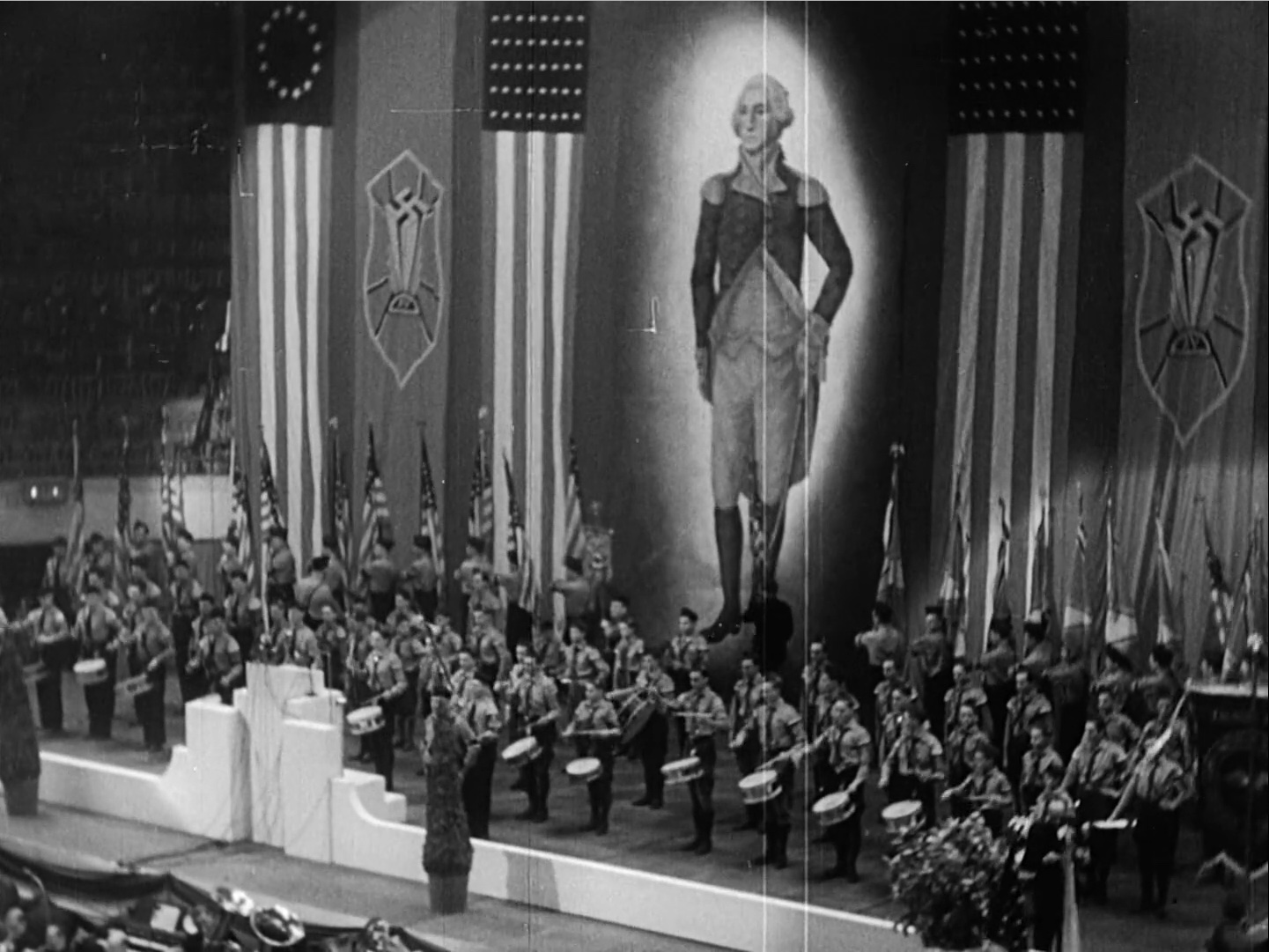
Мітинг в Медісон-сквер-гарден, 1939 р.